# Titus Welliver
Titus Welliver est un acteur et peintre américain, né le 12 mars 1962 à New Haven (Connecticut).

## Biographie

### Jeunesse et formation
Titus Welliver est né à New Haven dans une famille d'artistes. Son père, Neil Welliver (en), était un peintre paysagiste renommé et sa mère, Nora Cripps, une illustratrice de mode. Il a eu trois frères dont deux sont décédés, l'un, Silas, d'une forme de dystrophie musculaire et l'autre, Eli, tué en Thaïlande. 
Entouré de peintres et de poètes, il est élevé à Philadelphie où il s'est initié à la peinture auprès de son père dès l'âge de douze ans. Après une année décevante en école d'art où il étudie sous l'égide de Pat Ford et Phillip Wefford, il se tourne vers le théâtre avec l'assentiment de son père qui l'encourage dans cette nouvelle voie.
En 1980, il part vivre à New York où il intègre les New York's HB Acting Studios pour se former au jeu d'acteur,.

### Carrière
Il fait ses premiers pas au cinéma, à partir de 1990. Il s'illustre davantage dans les séries télévisées américaines dont il devient l'une des « figures de proue ».
En 1999, il est apparu dans la série télévisée Star Trek: Voyager en incarnant le rôle du lieutenant-commander Maxwell Burke, le premier-officier du capitaine Rudolph Ransom III de l'USS Equinox (joué par John Savage), lors du dernier épisode de la cinquième saison (L'USS Equinox, première partie) et du premier épisode de la sixième saison (L'USS Equinox, deuxième partie).
Il a incarné le rôle de l'antagoniste de Jacob dans le dernier épisode de la cinquième saison et dans la sixième de la série télévisée Lost : Les Disparus.
Il a aussi fait des apparitions dans : Nash Bridges, X-Files : Aux frontières du réel, Monk et Prison Break.
En 2007, il perce sur grand écran grâce à Ben Affleck qui l'engage pour le rôle de Lionel McCready dans le drame policier Gone Baby Gone. Il retrouve Ben Affleck pour les deux films suivants, The Town (2010) et Argo (2012), où il tient respectivement les rôles de Dino Ciampa et Jon Bates. 
Entre 2014 et 2021, il incarne l'inspecteur Harry Bosch dans la série télévisée éponyme adaptée des romans de Michael Connelly diffusée sur Prime Video.
En 2022, il reprend le rôle dans la série dérivée Bosch : Legacy  où il retrouve l'actrice qui joue sa fille dans la série, Madison Lintz.
En 2024, il prête sa voix à l'anti-héros Rorschach dans le film d'animation Watchmen: Chapter I, adaptation du comics de 1986 d'Alan Moore et de Dave Gibbons.

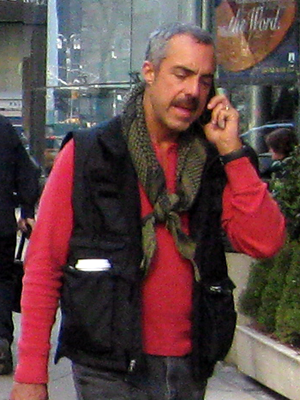
L'acteur en tournage en 2010.

Titus Welliver fait partie des acteurs tatoués d'Hollywood : il présente près d'une trentaine de tatouages ayant tous une signification personnelle et dont le premier symbolise l'art martial qu'il pratique : deux « koi » entourant un rocher représentent la force et la fluidité.

### Activité de peintre
Titus Welliver s'est remis à la peinture en 1999 alors qu'il séjournait dans le Maine pour faire une pause après l'enregistrement d'une série télévisée. Comme son père, il s'est spécialisé dans la représentation de paysages mais il se défend d'être un « plein air painter ». Il précise qu'il ne peint pas fidèlement ce qu'il voit mais l'idée qu'il se fait de ce qu'il a vu. Selon ses propres dires, son esthétique relève de l'impressionnisme abstrait. 
Ses premières œuvres ont été regroupées  dans une exposition intitulée « Water », présentée successivement à Camden, Rockport et Portland dans l'État qui les a inspirées.  
Une série d'acryliques sur toile, peintes de 2004 à 2008 a été présentée au public du 5 décembre 2008 au 7 janvier 2009 à Los Angeles à la Franck Pictures Gallery dans une exposition intitulée « Abstractions in nature ». Toutes représentent les bois de Nouvelle-Angleterre à la saison hivernale. L'une d'elles, « Housatonic Fall », a été accrochée pendant deux ans à l'ambassade américaine à Bakou. 
À l'été 2019, le Metropolitan Museum of Art a acquis la première estampe de Titus Welliver, « Sam's Moon », qu'il a exposée à la Mezzanine Gallery. L'œuvre a été gravée en série limitée de 25 exemplaires mis en vente début 2020. Elle est présentée en octobre 2020 à la Print Week de New-York. L'œuvre représente un paysage nocturne du Connecticut qui a vu grandir l'acteur.  
Du 30 janvier au 4 février 2020, la BG Gallery de Santa Monica a présenté une nouvelle exposition de toiles de l'acteur, intitulée « New Paintings », qui regroupe une série de paysages du Connecticut pendant l'été. « Leurs images méditatives révèlent des espaces intimes et sacrés pour l'artiste ».

### Vie privée
Titus Welliver s'est marié quatre fois. Son premier mariage a été célébré le 26 août 1989 avec Heather Wielandt, dont il a divorcé,.
En 1998, il épouse Joanna Heimbold dont il a eu deux fils, Eamonn et Quinn, avant de divorcer en 2004,.
En 2005, il a épousé Elizabeth W. Alexander dont il a eu une fille, Cora. Sa troisième femme est morte d'un cancer le 23 octobre 2012,.
Le 12 avril 2014, il épouse Jose Stemkens, une ex-mannequin devenue consultante pour la mode. Ils divorcent en avril 2021.
Il est fiancé avec la musicienne australienne Samantha Edge depuis 2022.
Titus Welliver est par ailleurs connu pour son amour pour les animaux qu'il développe depuis l'enfance. Cette prédilection lui vient de son père qui avait transformé une résidence d'été qu'il possédait dans le Maine en véritable ferme où il recueillait des animaux blessés. Il parle de sa chambre d'enfant comme d'une véritable ménagerie d'oiseaux blessés. C'est à l'âge de 30 ans qu'il adopte son premier chien, un dalmatien. Sa quatrième épouse partage cet amour des animaux et possède deux chiens ainsi que quatre chevaux, tous sauvés de l'abattoir. De plus, et à la demande de sa fille, Cora, la famille a aussi adopté deux chats.

## Filmographie

### Cinéma

#### Longs métrages
- 1990 : Navy Seals : Les Meilleurs (Navy Seals) de Lewis Teague : l'homme dans le bar
- 1991 : Les Indomptés (Mobsters) : Al Capone
- 1991 : The Doors d'Oliver Stone : le policier énervé en coulisses
- 1995 : Zero Tolerance de Joseph Merhi : Ray Manta
- 1995 : Drôle de singe (Born to Be Wild) de John Gray : le sergent Markle
- 1996 : Les Hommes de l'ombre (Mulholland Falls) de Lee Tamahori : Kenny Kamins
- 1997 : The Big Fall : Moe (vidéo)
- 2000 : Once in the Life : Torch
- 2000 : Cement d'Adrian Pasdar : Moe
- 2003 : Biker Boyz de Reggie Rock Bythewood : Max
- 2004 : Instincts meurtriers (Twisted) de Philip Kaufman : Dale Becker
- 2005 : Assaut sur le central 13 (Assault on Precinct 13) de Jean-François Richet : Milos
- 2007 : Gone Baby Gone de Ben Affleck : Lionel McCready
- 2008 : The Human Contract : M. Praylis
- 2008 : The Narrows de François Velle : Tony
- 2009 : Other People's Parties : Pat « The Patriot » Prescott
- 2009 : Handsome Harry de Bette Gordon : Gebhardt
- 2010 : The Town de Ben Affleck : Dino Ciampa
- 2012 : Dos au mur (Man on a Ledge) d'Asger Leth : Dante Marcus
- 2012 : Argo de Ben Affleck : Jon Bates
- 2012 : Promised Land de Gus Van Sant : Rob
- 2013 : Red 2 de Dean Parisot : le directeur général du renseignement militaire (non crédité)
- 2014 : Transformers : L'Âge de l'extinction (Transformers: Age of Extinction) de Michael Bay : James Savoy
- 2014 : Poker Night de Greg Francis : Maxwell
- 2016 : Live by Night de Ben Affleck : Tim Hickey
- 2018 : Évasion 2 : Le Labyrinthe d'Hadès (Escape Plan 2: Hades) de Steven C. Miller : Gregor Faust
- 2019 : Shaft de Tim Story : l'agent spécial Vietti
- 2021 : Batman: The Long Halloween de Chris Palmer : Carmine Falcone (animation)
- 2024 : Watchmen: Chapter I : Rorschach (animation)
- 2025 : Ricky de Rashad Frett : Leslie Torino

#### Courts métrages
- 1994 : Tick, Tick, Tick
- 1997 : The Clearing
- 2008 : Al Swearengen Audition Reel : Al Pacino / Christopher Walken / Robert Duvall / divers personnages (vidéo)
- 2012 : Marvel One-Shot: Item 47 : agent Blake (vidéo)

### Télévision

#### Téléfilms
- 1990 : Le Dernier des Capone (The Lost Capone) de John Gray : Ralph Capone
- 1992 : An American Story : Jack Austin
- 1994 : Blind Justice de Richard Spence : Sumner
- 1994 : One Woman's Courage
- 1997 : Rough Riders de John Milius : B. F. Goodrich
- 1998 : The Day Lincoln Was Shot : Lewis Thornton Paine
- 1999 : Partie truquée (Mind Prey) : John Mail
- 2008 : Danny Fricke : Thomas Harrison
- 2010 : True Blue : John Leeson
- 2011 : Le Visage d'un prédateur (Good Morning Killer) de Maggie Greenwald : Mike Donato
- 2011 : Awakening : le chasseur
- 2012 : Midnight Sun : Bennett Maxwell

#### Séries télévisées
- 1990 : Matlock : Johnny Bauer (saison 5, épisode 6 : Scandale au bureau des narcotiques)
- 1992 : L'As de la crime (The Commish) : Michael Harris (saison 1, épisode 21 : Video Vigilante)
- 1992 : Beverly Hills 90210 : Doug (saison 2, épisode 23 : Mis à l'épreuve)
- 1992 : La Loi de Los Angeles (L.A. Law) : William Boyd (saison 6, épisode 13 : Illicites)
- 1993 : Les Contes de la crypte (Tales from the Crypt) : Salucci (saison 5, épisode 3 : Objectif meurtre)
- 1994 : X-Files : Aux frontières du réel (The X-Files) : Doug Spinney (saison 1, épisode 19 : Quand vient la nuit)
- 1995 : New York Undercover : Frankie (saison 1, épisode 18 : Innocente victime)
- 1995-1998 : New York Police Blues (NYPD Blue) : Dr Mondzac (8 épisodes)
- 1996 : Kindred : Le Clan des maudits (Kindred: The Embraced) : Cameron (saison 1, épisode 8 : Retour aux racines)
- 1996 : Haute Tension (High Incident) : le sergent Crispo (2 épisodes)
- 1996 : Murder One : Larry White (3 épisodes)
- 1997 : The Practice : Bobby Donnell et Associés (The Practice) : Gordon (saison 1, épisode 12 : Cache-cache)
- 1997 : Nash Bridges : Richard Drake (saison 2, épisode 16 : Troc sur Internet)
- 1997 : Jeux d'espions (Spy Game) : Sebastian Dane (saison 1, épisode 11 : Peur de rien, si ce n'est de la mort)
- 1997-1998 : Brooklyn South : officier Jake Lowery (22 épisodes)
- 1999 : Les Anges du bonheur (Touched by an Angel)  : Lonnie / Gregory (saison 6, épisode 6 : Possédé)
- 1999 : Total Recall 2070  : Henry Summers (saison 1, épisode 20 : Effets personnels)
- 1999 : Star Trek: Voyager : le lieutenant-commander Maxwell Burke (saison 5, épisode 26 : L'USS Equinox, première partie et saison 6, épisode 1 : L'USS Equinox, deuxième partie)
- 2000 : Falcone (saison 1, épisode 3 : Windows)
- 2001 : Undercover : Rick Jansen (saison 1, épisode 2 : Kiss Tomorrow Goodbye)
- 2001 : Blonde  : joueur de baseball (mini-série)
- 2001 : Big Apple  : agent spécial du FBI Jimmy Flynn (8 épisodes)
- 2001-2002 : Lydia DeLucca (That's Life!) : Dr Eric Hackett  (17 épisodes)
- 2002 : New York 911  : Cameron (saison 4, épisode 8 : Ladies' Day)
- 2002 : New York, unité spéciale (Law and Order: Special Victims Unit) : Tom Landricks (saison 4, épisode 10)
- 2003 : La Treizième Dimension (The Twilight Zone)  : Dylan (saison 1, épisode 32 : Les Monstres de Maple Street)
- 2003 : Le Justicier de l'ombre (Hack) : Zachary (saison 1, épisode 12 : Pacte avec le diable et saison 2, épisode 11 : Règlement de comptes)
- 2004-2006 : Deadwood : Silas Adams  (27 épisodes)
- 2006 : New York, police judiciaire{\displaystyle } (Law and Order) : Bill Whitney (saison 17, épisode 6 : Frères d'armes)
- 2007 : Numbers (Numb3rs) : agent Graves (saison 3, épisode 13 : Le Chercheur de trésor)
- 2007 : Kidnapped : le sénateur Bill Ross (2 épisodes)
- 2007 : Jericho  : le colonel Robert Hoffman (saison 1, épisode 22 : Le Dernier Combat)
- 2007 : NCIS : Enquêtes spéciales (NCIS) : le capitaine de Navy Roger Walsh (saison 5, épisode 5 : La Veuve noire)
- 2007 : Shark  : Javier / Dexter Modene (saison 2, épisode 7 : Par contumace)
- 2007-2008 : Life : Kyle Hollis (saison 1, épisode 11 : L'étau se resserre et saison 2, épisode 01 : Mis à mal)
- 2008 : Prison Break : le représentant / Scott (saison 4, épisodes 15 : Les apparences sont trompeuses et 16 : Mésalliance)
- 2009-2011 : The Good Wife : Glenn Childs (16 épisodes)
- 2009 : Monk  : Daniel Reese (saison 7, épisode 10 : Mr. Monk's Other Brother)
- 2009 : Raising the Bar : Justice à Manhattan (Raising the Bar)  : Nate Chrisman (saison 2, épisode 4 : Une photo innocente)
- 2009 : Supernatural  : Roger / Guerre, le 1er cavalier de l'apocalypse (saison 5, épisode 2 : Good God, Y'All)
- 2009 : Kings  : le barman (saison 1, épisode 10 : Le Nouveau Livre)
- 2009-2010 : Lost : Les Disparus (Lost) : l'antagoniste de Jacob (3 épisodes)
- 2009-2010 : Sons of Anarchy : Jimmy O'Phelan (12 épisodes)
- 2010 : The Closer : L.A. enquêtes prioritaires (The Closer) : Gregory Disken (saison 6, épisode 2 : Cherche nourrice)
- 2011 : Los Angeles, police judiciaire (Law and Order: Los Angeles) : avocat Kennedy (saison 1, épisode 17)
- 2011 et 2015 : Suits : Avocats sur mesure (Suits) : Dominic Barone (3 épisodes)
- 2011-2012 : Les Experts (CSI: Crime Scene Investigation) : Mark Gabriel (3 épisodes)
- 2012 : Grimm : Farley Kolt (saison 1, épisode 13 : La Folie des grandeurs)
- 2012 : Touch : Randall Meade (3 épisodes)
- 2013 : FBI : Duo très spécial (White Collar) : le sénateur Terrence Pratt (saison 4, épisodes 12 : L'Énigme et la Clé et 16 : Le Secret de l'Empire State Building)
- 2013-2014 et 2016 : Marvel : Les Agents du SHIELD (Marvel's Agents of SHIELD) : agent Felix Blake (3 épisodes)
- 2014 : Mentalist  (The Mentalist) : Michael Ridley (saison 6, épisodes 19 : Les Filles aux yeux noirs et 21 : Sans le moindre scrupule)
- 2014-2021 : Harry Bosch (Bosch) : Harry Bosch (68 épisodes)
- 2014-2015 : The Last Ship : Thorwald (4 épisodes)
- 2018 : Chicago Police Department (Chicago P.D.) : Ronald Booth (saison 5, épisode 18)8
- 2019 : New York, unité spéciale : Rob Miller (saison 20, épisodes 18, 23 et 24)
- 2020 : The Mandalorian : officier impérial (saison 2, épisode 3)
- 2022-2025 : Bosch : Legacy : Harry Bosch (30 épisodes)
- 2022 : DC Titans : Lex Luthor (saison 4)
- 2025 : Ballard : Harry Bosch (3 épisodes)

### Jeu vidéo
- 2010 : Mafia II : Civilians (voix originale)

## Voix francophones
À titre exceptionnel, Titus Welliver est doublé en version française par de nombreux comédiens entre 1991 et 2009. Ainsi, il est doublé par Joël Martineau dans Les Indomptés, Benoît Du Pac dans Haute Tension, Philippe Dumond dans Murder One, Olivier Destrez dans Jeux d'espions, Pascal Renwick dans Les Anges du bonheur, Maurice Decoster dans Lydia DeLucca, Jérôme Keen dans New York, unité spéciale, Patrick Floersheim dans Biker Boyz, Stéphane Bazin dans Instincts meurtriers, Féodor Atkine dans Assaut sur le central 13, Jean Barney dans Kidnapped, Bernard Lanneau dans Jericho, Philippe Catoire dans Life ou encore Pierre Dourlens dans Supernatural. Durant cette période, il est également doublé à trois reprises par Philippe Vincent dans Brooklyn South, NCIS : Enquêtes spéciales et Shark ainsi qu'à deux reprises par Patrick Laplace dans New York 911 et La Treizième Dimension.
Le doublant en 2003 dans Le Justicier de l'ombre, Jean-Louis Faure devient sa voix régulière à partir de la fin des années 2000, jusqu'à sa mort en 2022. Il le double notamment dans  The Good Wife, Les Experts, Marvel : Les Agents du SHIELD, The Last Ship, Harry Bosch, Évasion 2 : Le Labyrinthe d'Hadès ou encore Shaft. Pour ses autres voix régulières, il est doublé à cinq reprises par Jean-François Aupied entre 2004 et 2014 dans Deadwood, Prison Break, Sons of Anarchy, Red 2 et Mentalist tandis que Pascal Germain le double à quatre reprises entre 2009 et 2012 dans Lost : Les Disparus, The Town, Dos au mur et Argo.
Enfin, Gabriel Le Doze le double à trois reprises dans Le Dernier des Capone, Gone Baby Gone et Chicago Police Department, tandis qu'il est doublé à titre exceptionnel par Serge Faliu dans The Closer : L.A. enquêtes prioritaires, Paul Borne dans Suits, avocats sur mesure, Julien Meunier dans Promised Land et Olivier Cordina dans Transformers : L'Âge de l'extinction.
C'est Éric Herson-Macarel qui succède à Jean-Louis Faure dans la série Bosch : Legacy et Ballard.
En version québécoise, Pierre Chagnon le double dans Gone Baby Gone et Argo  tandis que Manuel Tadros est sa voix dans Le Temps d'un vol et Terre promise. Il est également doublé par Benoît Rousseau dans Née pour être libre, Frédéric Paquet dans Pistes Troubles, Daniel Picard dans Attraction et Marc-André Bélanger dans Transformers : L'Ère de l'extinction.